# Rio Rubicão
O rio Rubicão (em latim Rubico; em italiano Rubicone) é um pequeno curso de água do nordeste da península Itálica. Na época romana, corria para o mar Adriático entre Arímino (atual Rimini) e Cesena. A identidade moderna do rio é discutida, mas as evidências sugerem correta a atual identificação com o rio Fiumicino, na Província de Forlì-Cesena.
O rio ficou conhecido pelo fato de que o direito romano no período da República proibia qualquer general romano de atravessá-lo acompanhado de suas tropas, retornando de campanhas ao norte de Roma.
Tal medida visava a impedir que os generais manobrassem grandes contingentes de tropas no núcleo do Império Romano, evitando riscos à estabilidade do poder central. O curso d´água marcava então a divisão entre a província da Gália Cisalpina e o território da cidade de Roma (posteriormente, a província da Itália).
Quando Júlio César atravessou o Rubicão, em 49 a.C., presumivelmente em 10 de janeiro do calendário romano, em perseguição a Pompeu, violou a lei e tornou inevitável o conflito armado. Segundo Suetônio, César teria então proferido a famosa frase Alea jacta est ("a sorte está lançada" ou "os dados estão lançados"). O mesmo autor também descreve como César parecia indeciso ao se aproximar do rio e atribui a decisão de atravessar a uma aparição sobrenatural.
A frase "atravessar o Rubicão" passou a ser usada para referir-se a qualquer pessoa que tome uma decisão arriscada de maneira irrevogável, sem volta.
O escritor brasileiro Machado de Assis (1839-1908) cita a expressão em seu romance Helena, quando a personagem Estácio decide pedir a noiva Eugênia em casamento:
| “ | Transposto o Rubicon, não havia mais que caminhar direito à cidade eterna do matrimônio. | ” |
|   | — Estácio, Helena..                                                                      |   |